# Мавзолей Инзова
Мавзолей Инзова (церковь святителя Митрофана Воронежского) — архитектурно-мемориальное сооружение в городе Болград Одесской области Украины. Построен в 1840—1844 годах.

## История сооружения
Первоначально здание построено в 1840—1844 годах как кладбищенская церковь святителя Митрофана Воронежского на окраине уездного города Болград.
В 1845 году в Одессе скончался председатель Попечительского комитета об иностранных поселенцах южного края России Иван Никитич Инзов. По ходатайству болгарских колонистов, останки Инзова были в 1846 году перевезены в Болград и погребены в этой церкви, которая с тех пор стала называться мавзолеем Инзова.
Церемония перезахоронения генерала Инзова была очень пышной. В ней приняли участие представители всех болгарских общин в Бессарабии. Всю дорогу от Одессы до Болграда, около двухсот верст, гроб с телом Инзова не везли на катафалке, а несли на своих плечах болгарские колонисты в знак признательности к основателю «Новой Болгарии».
Сохранились сведения, что от ворот кладбищенской ограды до самого храма-усыпальницы последние метры, люди, несшие гроб, передвигались на коленях.
9 июня 2010 года у входа на кладбище Болграда, неподалёку от храма-мавзолея был открыт памятный знак в честь перезахоронения праха И. Н. Инзова. Он представляет собой стелу с изображением Мавзолея Инзова и фигур людей, несущих гроб с телом генерала.

## Архитектурные особенности
Каменная однопрестольная церковь во имя Святителя Митрофана Воронежского построена в стиле позднего классицизма, возведена из камня-ракушечника и оштукатурена.
Здание представляет в плане ротонду на невысоком цоколе с колоннами, опоясывающими западную половину здания. Восточная половина здания опоясана пилястрами. Ротонда увенчана куполом с крестом. Ордер колонн и пилястр тосканский. В пантеон ведет каменная лестница.
В интерьере интересны фрески, на которых, среди прочего, изображен и сам генерал И. Н. Инзов. Сохранился иконостас.
Памятник является одним из немногих сохранившихся мемориальных сооружений первой половины XIX века на Юге Украины.

## КатафалкИнзова
В здании храма-мавзолея хранится уникальный катафалк, на котором в 1846 году осуществлялось перезахоронение И. Н. Инзова из Одессы в г. Болград. Он представляет собой деревянное сооружение с четырьмя колоннами, поддерживающими свод с балдахином и крестом. До недавнего времени катафалк находился в плачевном состоянии. По инициативе местного Фонда Инзова он был реставрирован болградскими мастерами и торжественно перенесен в мавзолей 9 июня 2010 года.

## Могила И. Н. Инзова и эпитафия
Генерал Инзов захоронен в особом склепе в подвальной части церкви. В 1930-е годы могила была осквернена, затем восстановлена и сейчас находится в удовлетворительном состоянии.
Место захоронения отмечено мраморной плитой. На ней высечена следующая эпитафия :

«Здесь покоится раб Божий Иоанн Никитич Инзов. Генерал от инфантерии, главный попечитель и председатель попечительного комитета об иностранных поселенцах южного края России. Генерал Инзов родился 23 декабря 1768 года. Скончался в Одессе 27 мая 1845 года. Он дал поселенцам новую жизнь в новом их отечестве. Благодарные болгарские колонисты пожелали перенести в недра своего поселения прах виновника их благоденствия для сохранения имени его в памяти народной. По высочайшему соизволению усердием болгарских колонистов бренные останки генерала И. Н. Инзова перевезены из Одессы и преданы земле в церкви во имя святителя Митрофания в колонии Болград в ноябре месяце 1846 года».— 